# Ugo Piatti

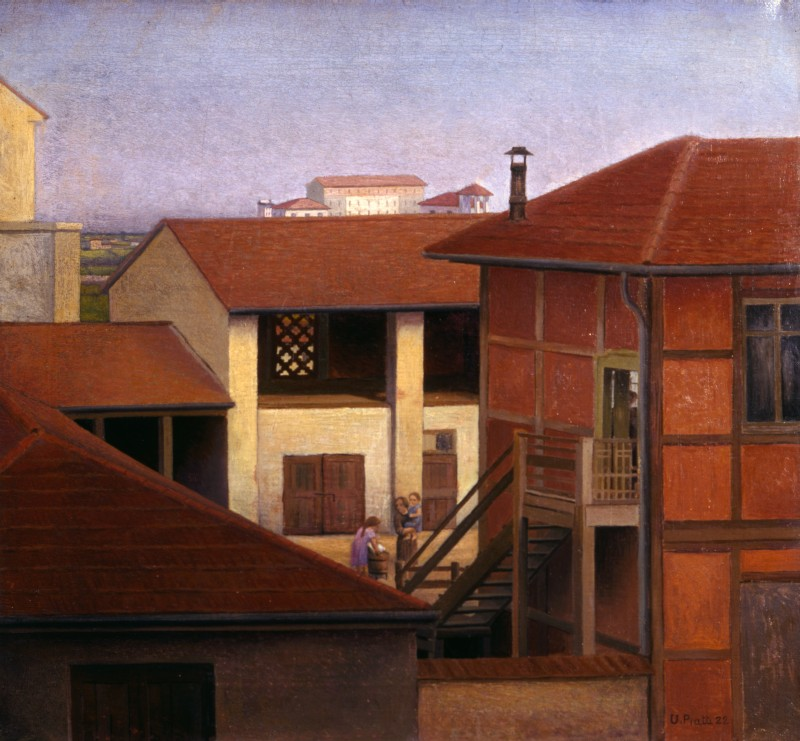
Ugo Piatti, Paesaggio (1922) - Fondazione Cariplo

Ugo Piatti (Milano, 1888 – Milano, 1953) è stato un pittore e musicista italiano.

## Biografia
Dal 1903 frequenta l'Accademia di Brera.

Nei primi anni dieci si avvicina ai futuristi milanesi, collaborando con Luigi Russolo alla costruzione delle macchine intonarumori (benché nel brevetto originale figuri soltanto il nome di Russolo) ed esordendo nel 1911 alla Famiglia Artistica Milanese.

Nella locandina del primo concerto di intonarumori al Teatro dal Verme di Milano nel 1914 figura il suo nome.

Dopo la prima guerra mondiale segue Filippo Tommaso Marinetti nei suoi viaggi a Londra, Parigi e Praga. 
Attraverso Margherita Sarfatti, negli anni venti si avvicina alla corrente del Novecento Italiano. 

Grazie a quell'ambiente semplifica i volumi, focalizzandosi sul paesaggio, le vedute di Milano e le nature morte di fiori. 

Nel 1924 espone alla XIV Esposizione internazionale d'arte di Venezia e partecipa alla Prima e Seconda Mostra del Novecento Italiano a Milano (1926 e 1929). 
Nel 1935 il Comune di Milano acquista una sua opera per la Galleria d'arte moderna.
Nel 1938 presso la Galleria Pesaro è organizzata una sua personale.